# Sven Lundgren
Pour les articles homonymes, voir Lundgren.
Sven Emil Lundgren (né le 29 septembre 1896 à Stockholm et décédé le 18 juin 1960 dans la même ville) est un athlète suédois spécialiste du demi-fond. Affilié au IK Göta, il mesurait 1,83 m pour 75 kg.

## Biographie

### Palmarès
| Date | Compétition           | Lieu   | Résultat | Épreuve            | Performance  |
| ---- | --------------------- | ------ | -------- | ------------------ | ------------ |
| 1920 | Jeux olympiques d'été | Anvers | 5e       | 1 500 mètres       | 4 min 06 s 3 |
| 1920 | Jeux olympiques d'été | Anvers | 3e       | 3 000 m par équipe | 24 pts       |

### Records
| Épreuve      | Performance  | Lieu | Date |
| ------------ | ------------ | ---- | ---- |
| 1 500 mètres | 3 min 59 s 3 |      | 1924 |